# Боббі Гелмс
Роберт Лі Гемлс (англ. Robert Lee Helms; 15 серпня 1933 — 19 липня 1997) більш відомий як Боббі Гелмс (англ. Bobby Helms) — американський кантрі-співак, найбільш відомий своїми хітами Jingle Bell Rock та My Special Angel.

## Життя та кар'єра
Роберт Лі Гелмс народився у Блумінгтоні (Штат Індіана), у сім'ї музикантів. Мати– Хілдрез Есзер (Абрам), батько– Фред Гелмс. Роберт почав виконувати пісні у дуеті зі своїм братом Фреді, до того як почав йти до успішної соло-кар'єри рідної музики. У 1956 році, Гелмс зробив свою дорогу до Нашвілл, Теннессі, де він підписав контракт з Decca Records. За наступні роки Роберт Лі Гелмс відчув смак успіху. Гелмсів перший сингл у 1957 році, під назвою « Fraulein», пішов у продаж.

## Альбомна дискографія
- «Jingle Bell Rock» — 1957 р.– Pilz
- «To My special Angel» — 1957 р.– Decca Records
- «I'm the Man» — 1966 р.– Kapp
- «Sorry My Name Isn't Fred» — 1966 р.– Kapp
- « All New Just for You» — 1968 р.– little Darlin
- «Pop-a-Bill» — 1983 р. — MCA Records